# Distretto di Mituo
Il distretto di Mituo (彌陀區S, Mítuó QūP) è un distretto della municipalità di Kaohsiung, situata a Taiwan.